# 산이 되고 강이 되고
《산이 되고 강이 되고》는 1979년 9월 29일부터 이듬해 3월 23일까지 방영된 문화방송 주말연속극으로, 여성 취향적인 멜로 드라마에서 벗어나 오랜만에 남성이 주인공으로 1953년 6.25전쟁이 끝난 직후 맨발로 남대문시장에서 출발한 어느 재벌의 출세기를 그렸다.

## 줄거리
때로는 우뚝한 산의 모습으로, 때로는 강물처럼 흘러가면서 결코 현실 앞에 무릎 꿇지 않는 의지의 인간 동식. 그의 꿈과 좌절, 용기, 그리고 파란만장한 인생역정을 통해 오늘을 사는 사람들의 이야기를 펼친다.

## 등장 인물
- 김무생(동식)
- 이효춘, 김영애, 박근형, 정욱, 홍성민, 남능미, 김용림, 박광남, 신충식, 한인수, 현석, 김석옥, 김영옥, 임예진, 진주희, 임현식, 한규희, 나성균, 김연자, 고두심, 김윤경, 김해숙, 이운우, 김호영, 송기윤, 황치훈

## 편성 변경
- 1979년
  - 10월 20일 : 《113 수사본부》 300회 특집 〈남과 북의 두 아들〉 방송으로 앞당겨 저녁 7시 5분부터 방영
  - 10월 27일 ~ 10월 28일 : 10.26 사건으로 인해 드라마 방송 전면 중단
  - 11월 3일 : 추모 음악회 〈고이 잠드소서〉 방송으로 결방
  - 12월 16일 : WBC 세계플라이급 타이틀전 〈박찬희 VS 에스파다스〉 중계방송으로 순연되어 저녁 8시부터 방영
  - 12월 23일 : 《수사반장》 70년대 결산 시리즈 제2편 〈시간의 씨앗들〉 방송으로 앞당겨 저녁 7시 5분부터 방영
  - 12월 29일 : 특집 《113 수사본부》 방송으로 앞당겨 저녁 7시 5분부터 방영
  - 12월 30일 : 《수사반장》 70년대 결산 시리즈 제5편 〈2×3=6〉 방송으로 앞당겨 저녁 7시 5분부터 방영
- 1980년
  - 1월 6일 : 특집 드라마 《석유》 방송으로 앞당겨 저녁 6시 55분부터 방영
  - 2월 10일 : 특집 MBC 권투 WBC 세계플라이급 타이틀 4차방어전 〈박찬희 VS 아넬 아로살〉 중계방송으로 순연되어 저녁 8시 5분부터 방영
  - 2월 17일 : 특집 MBC 권투 WBC 플라이급 타이틀매치 〈루이스 이바라 VS 김태식〉 중계방송으로 순연되어 저녁 8시 5분부터 방영